# إميلي غيلمور ألدن
إميلي غيلمور ألدن (بالإنجليزية: Emily Gilmore Alden) (21 يناير 1834، بوسطن في الولايات المتحدة)؛ كاتِبة، مُدرسة وشاعرة أمريكية. درست في كلية ماونت هوليوك.